# Pasythea tulipifera
Pasythea tulipifera is een mosdiertjessoort uit de familie van de Pasytheidae. De wetenschappelijke naam van de soort is, als Cellaria tulipifera, voor het eerst geldig gepubliceerd in 1786 door Ellis & Solander.